# Conques
Conques je obec v departementu Aveyron na jihu Francie. Leží na soutoku řek Dourdou a Ouche. Je sídlem stejnojmenného kantonu a byla oceněna sdružením Nejkrásnější vesnice Francie. Podle sčítání obyvatel v roce 2008 zde žilo 281 lidí. 

## Historie

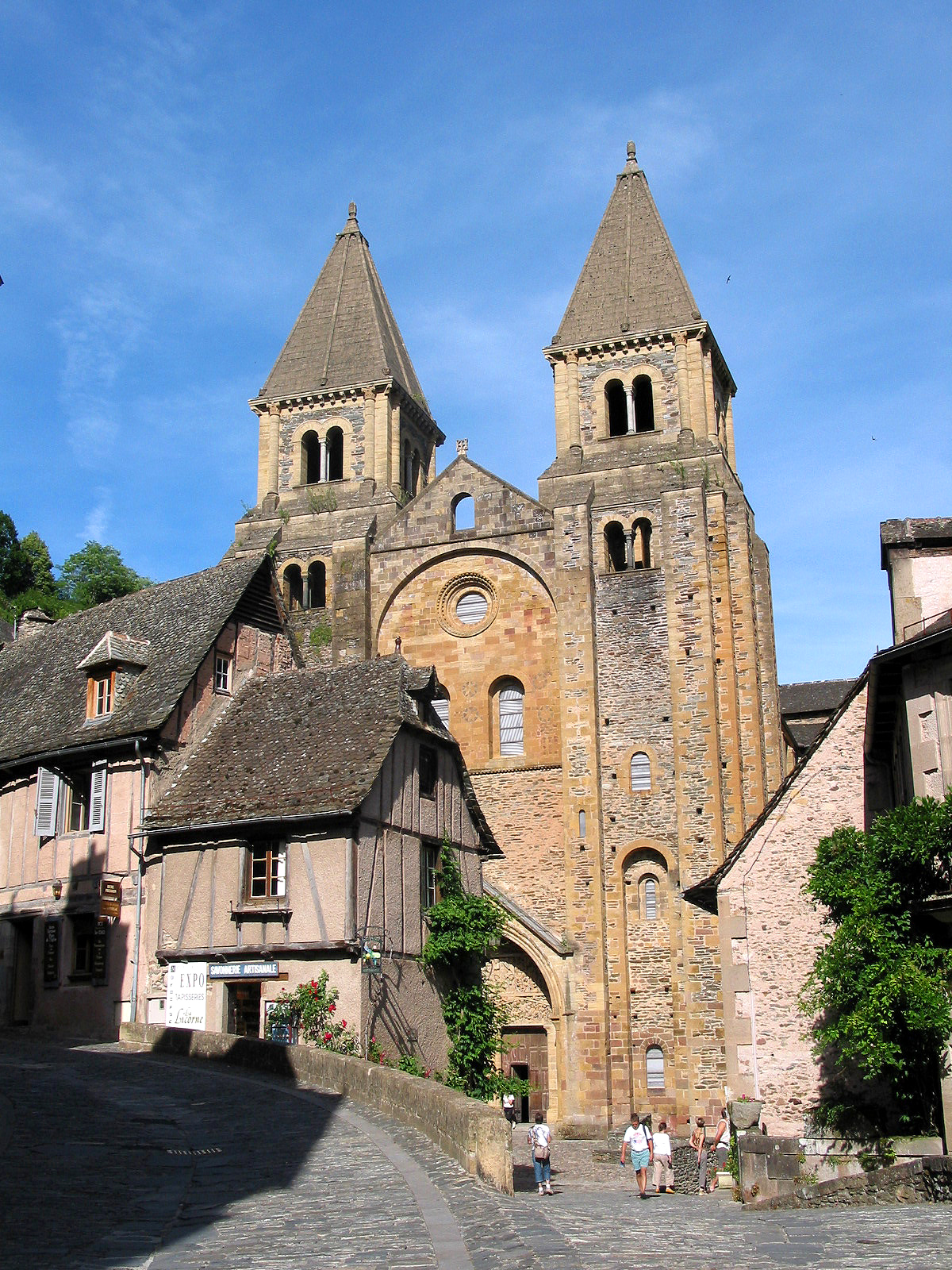
Klášterní kostel

Klášter benediktinů byl založen při Dadonově poustevně již roku 819. 
Trasa svatojakubské poutní cesty přes Conques a Pau do Compostelly se termínem Via Podiensis uvádí již ve 12. století v iluminovaném rukopisu Codex Calixtinus. Poutníci měli ve zdejším klášteře hospic. Cesta pokračovala přes Decazeville a dále do Livinhacu-le-Haut. 

## Památky
- klášter Sainte-Foy, stavební komplex z jedenáctého století, muzeum a klenotnice.
- Středověký most přes řeku Dourdou